# Ionisches Griechisch

Verbreitungsgebiet der griechischen Dialekte. Ionisch in Violett.

Das ionische Griechisch war ein Dialekt des Altgriechischen, der vom Stamm der Ionier gesprochen wurde. Das Verbreitungsgebiet des Dialekts (dunkelviolett auf nebenstehender Karte) umfasste die Westküste Kleinasiens, die Inseln der Ägäis, Euböa sowie die ionischen Kolonien am Schwarzen Meer und in Süditalien. Innerhalb der altgriechischen Dialekte ist das Ionische eng verwandt mit dem attischen Dialekt.

## Bedeutung
Die Kunstsprache Homers verbindet eine altertümliche Form des Ionischen mit Elementen aus dem Äolischen. 
Die wichtigsten Vertreter der ionischen Literatur der klassischen Periode sind Herodot und Hippokrates.

## Charakteristika
Die wichtigsten Unterschiede zwischen dem Ionischen und dem Attischen, der klassischen Form des Altgriechischen:
Lautlehre:
- Ursprüngliches langes ᾱ (ā) wird stets zu η (ē)
Beispiel: ionisch ἱστορίη (historíē) gegenüber attisch ἱστορίᾱ (historíā)
- Weitere Unterschiede im Vokalismus
Beispiele: ionisch τρῶμα, ξεῖνος, μοῦνος (trṓma, xeínos, moúnos) gegenüber attisch τραῦμα, ξένος, μόνος (traúma, xénos, mónos)
- σσ (ss) statt ττ (tt)
Beispiel: ionisch θάλασσα (thálassa) gegenüber attisch θάλαττα (thálatta)
- Der Proto-Griechische Labiovelar /kw/ wird teils zu κ (k) statt π (p)
Beispiel: ionisch ὄκως (ókōs) gegenüber attisch ὅπως (hópōs)
- Aspiration unterbleibt zum Teil (Hauchpsilose)
Beispiele: ionisch ἴκκος, δέκομαι (íkkos, dékomai) gegenüber attisch ἵππος, δέχομαι (híppos, déchomai)
- Kontraktion von  Vokalen kann unterbleiben
Beispiel: ionisch γένεα (génea) gegenüber attisch γένη (génē)

Formenlehre:
- Dativ Plural der o- und a-Deklination auf -οισι und -ῃσι (-oisi und -ēisi) statt -οις und -αις (-ois und -ais)
Beispiele: ionisch θεοῖσι, γνώμῃσι (theoísi, gnṓmēisi) gegenüber attisch θεοῖς, γνώμαις (theoís, gnṓmais)
- Spezielle Formen des Personalpronomens der 3. Person Singular im Genitiv, Dativ und Akkusativ: ἕο, οἱ, μιν (héo, hoi, min)
- Das Augment (vor den Verbalstamm tretendes ἐ) im Aorist und Plusquamperfekt ist nicht zwingend (vor allem bei Homer)
- Teilweise unterschiedliche Verbalendungen